# Quercus
Quercus és un gènere d'arbres (i alguns arbusts) de la família de les fagàcies. Es caracteritzen sobretot pel seu fruit en forma de gla, que és una nou amb un involucre en forma de cúpula a la base que conté una llavor (rarament dues o tres, però no en les espècies autòctones dels Països Catalans). A més, es caracteritzen per tenir flors masculines en aments pènduls amb periant acampanulat o pateniforme, de 4 a 9 lòbuls i 6-12 estams amb anteres exertes. Les flors femenines són tricarpelars, solitàries o bé estan agrupades en glomèruls, situades a l'interior d'un involucre constituït per nombroses esquames. Les fulles són esparses, pinnatilobades, pinnatífites o en menor freqüència serrades, dentades o enteres. Presenten generalment gemmes ovoides o subgloboses.
Algunes espècies tenen fulla perenne (als Països Catalans, l'alzina, la carrasca, la surera i el garric), però la majoria (els roures) la tenen caduca o marsescent. Els roures que creixen als Països Catalans són principalment el martinenc, el pènol, el de fulla gran, de fulla petita, el roure africà, el roure cerrioide, considerat un híbrid, i el roure reboll, aquest últim molt rar als Països Catalans, ja que només apareix en alguns rodals de les muntanyes de Prades, l'Alcalatén i l'Alt Palància.
El gènere és originari de l'hemisferi nord, i s'estén des de les latituds temperades fins a les tropicals.
Alguns insectes vinculats amb alzinars i rouredes son el banyarriquer del roure, l'escanyapolls, i el buprèstid Anthaxia hungarica.

## Taxonomia

### SeccióQuercusoLepidobalanus
Distribuïda a Europa, Àsia, nord d'Àfrica i Amèrica del Nord. Tenen estils curts i els aglans maduren en sis mesos i són dolços o lleugerament amargants, amb l'interior de la closca sense pèls.
- Quercus ajoensis - Arizona, Nou Mèxic (EUA), Baixa Califòrnia (Mèxic)[4]
- Quercus alba - est d'Amèrica del Nord[5][6]
- Quercus aliena - est d'Àsia[7]
- Quercus arizonica - sud-oest d'Amèrica del Nord. Perennifoli[8]
- Quercus austrina - sud-est d'Amèrica del Nord. Caducifoli[9]
- Quercus berberidifolia - sud-oest d'Amèrica del Nord. Caducifoli[10]
- Quercus bicolor - est i mig oest d'Amèrica del Nord. Caducifoli[11]
- Quercus boyntonii - centre-sud d'Amèrica del Nord. Caducifoli
- Quercus chapmannii - sud-est d'Amèrica del Nord. Caducifoli
- Quercus cornelius-mulleri - sud-oest d'Amèrica del Nord. Caducifoli
- Quercus copeyensis - Costa Rica, Panamà. Caducifoli
- Quercus depressipes - Texas. Caducifoli
- Quercus dilatata - Himàlaia. Caducifoli
- Quercus douglasii - sud-oest d'Amèrica del Nord. Caducifoli
- Quercus dumosa - sud-oest d'Amèrica del Nord. Caducifoli
- Quercus durata - sud-oest d'Amèrica del Nord. Caducifoli
- Quercus engelmannii - sud-oest d'Amèrica del Nord. Perennifoli
- Quercus faginea - Roure de fulla petita - sud-oest d'Europa. Caducifoli
- Quercus fusiformis - centre-sud d'Amèrica del Nord. Caducifoli
- Quercus gambelii - sud-oest d'Amèrica del Nord. Caducifoli
- Quercus garryana - oest d'Amèrica del Nord. Caducifoli
- Quercus geminata - sud-est d'Amèrica del Nord. Perennifoli
- Quercus grisea - centre-sud d'Amèrica del Nord. Caducifoli
- Quercus havardii - centre-sud d'Amèrica del Nord. Caducifoli
- Quercus hinckleyi - Texas. Caducifoli
- Quercus hondurensis - Hondures. Pernnifoli
- Quercus ilex - Alzina - Mediterrània. Perennifoli
- Quercus insignis - centre d'Amèrica. Perennifoli
- Quercus intricata - Texas. Caducifoli
- Quercus john-tuckeri - sud-oest d'Amèrica del Nord. Caducifoli
- Quercus laceyi - centre-sud d'Amèrica del Nord. Caducifoli
- Quercus lanata - Himàlaia. Perennifoli
- Quercus leucotrichophora - Himàlaia. Perennifoli
- Quercus lobata - sud-oest d'Amèrica del Nord. Caducifoli
- Quercus lyrata - est d'Amèrica del Nord. Caducifoli
- Quercus macrocarpa - est de and central Amèrica del Nord. Caducifoli
- Quercus mohriana - sud-oest d'Amèrica del Nord. Caducifoli
- Quercus x morisii - Surolí - Oest de la conca Mediterrània. Perennifoli. Híbrid de Quercus ilex i Quercus suber.
- Quercus michauxii - est d'Amèrica del Nord. Caducifoli
- Quercus minima - sud-est d'Amèrica del Nord. Perennifoli
- Quercus mongolica - est d'Àsia. Caducifoli[12]
- Quercus montana o Quercus prinus- est d'Amèrica del Nord. Caducifoli
- Quercus muehlenbergii - est d'Amèrica del Nord. Caducifoli
- Quercus oblongifolia - oest d'Amèrica del Nord. Perennifoli
- Quercus oglethorpensis - sud-est d'Amèrica del Nord. Caducifoli
- Quercus peduncularis - Amèrica central. Perennifoli
- Quercus petraea - Roure de fulla gran - Europa. Caducifoli
- Quercus polymorpha - Mèxic i extrem sud de Texas. Perennifoli
- Quercus prinoides - est d'Amèrica del Nord. Caducifoli
- Quercus pubescens o Quercus humilis - Roure martinenc o pubescent - Europa. Caducifoli
- Quercus pungens - centre-sud d'Amèrica del Nord. Perennifoli
- Quercus robur - Roure pènol - Europa, oest d'Àsia. Caducifoli
- Quercus rugosa - Mèxic. Perennifoli
- Quercus sadleriana - Califòrnia. Caducifoli
- Quercus stellata - est d'Amèrica del Nord. Caducifoli
- Quercus toumeyi - sud-oest de Nou Mèxic. Caducifoli
- Quercus turbinella - sud-oest d'Amèrica del Nord. Perennifoli
- Quercus vaseyana - sud-oest d'Amèrica del Nord. Caducifoli
- Quercus virginiana - sud-est d'Amèrica del Nord. Perennifoli

### SeccióMesobalanus
Europa, Àsia, nord d'Àfrica. Estils llargs; glans madurs en 6 mesos, amargs, interior de la cúpula sense pèls (estretament relacionat amb la secció Quercus en la que se l'inclou algunes vegades).
- Quercus canariensis - Roure africà - Nord d'Àfrica i Península Ibèrica. Caducifoli
- Quercus dentata - Est d'Àsia. Caducifoli
- Quercus frainetto - Sud-est d'Europa. Caducifoli
- Quercus macranthera - Oest d'Àsia. Caducifoli
- Quercus pontica - Oest d'Àsia. Caducifoli
- Quercus pyrenaica - Roure reboll - Sud-oest d'Europa. Caducifoli
- Quercus vulcanica - Sud-oest d'Àsia. Caducifoli

### SeccióCerris
Europa, Àsia i nord d'Àfrica. Estils llargs; aglans madurs en 18 mesos, molt amargs. Interior de la closca sense pèls o amb molt pocs.
- Quercus acutissima - est d'Àsia. Caducifoli
- Quercus alnifolia - Xipre. Caducifoli
- Quercus calliprinos - sud-oest d'Àsia. Perennifoli
- Quercus castaneifolia - Caucas, Pèrsia. Perennifoli
- Quercus cerris - sud d'Europa, sud-oest d'Àsia. Caducifoli
- Quercus coccifera - Garric - Mediterrani occidental. Perennifoli
- Quercus libani - sud-oest d'Àsia. Caducifoli
- Quercus macrolepis - sud-oest d'Àsia. Caducifoli
- Quercus semecarpifolia - Himàlaia. Perennifoli
- Quercus suber - Surera - Mediterrani occidental. Perennifoli
- Quercus trojana - sud-est d'Europa. Caducifoli
- Quercus variabilis - est d'Àsia. Caducifoli

### SeccióProtobalanus
Distribuïts al sud-oest dels Estats Units i al Nord de Mèxic. Estils curts i aglans madurs als 18 mesos, molt amargs, amb l'interior de la closca densament pilós.
- Quercus cedrosensis - Baixa Califòrnia (Mèxic). Perennifoli
- Quercus chrysolepis - sud-oest d'Amèrica del Nord. Perennifoli
- Quercus palmeri - sud-oest d'Amèrica del Nord. Perennifoli
- Quercus tomentella - sud-oest d'Amèrica del Nord. Perennifoli
- Quercus vacciniifolia - sud-oest d'Amèrica del Nord. Perennifoli

### SeccióLobataeoErythrobalanus
Amèrica del Nord, Central i del Sud. Estils llargs i aglans madurs als 18 mesos, molt amargs, amb l'interior de la closca densament pilós.
- Quercus acerifolia - centre-sud d'Amèrica del Nord. Perennifoli
- Quercus agrifolia Alzina de Califòrnia - sud-oest d'Amèrica del Nord. Perennifoli
- Quercus arkansana - sud-est d'Amèrica del Nord. Caducifoli
- Quercus buckleyi - sud-oest d'Amèrica del Nord. Caducifoli
- Quercus canbyi - Mèxic. Perennifoli
- Quercus coccinea - est d'Amèrica del Nord. Caducifoli
- Quercus cualensis - Mèxic (Sierra Madre del Sur). Caducifoli
- Quercus depressa - Mèxic. Caducifoli
- Quercus eduardii - Mèxic. Caducifoli
- Quercus ellipsoidalis - est d'Amèrica del Nord. Caducifoli
- Quercus emoryi - sud-oest d'Amèrica del Nord. Caducifoli
- Quercus falcata - sud-est d'Amèrica del Nord. Caducifoli
- Quercus gravesii - Mèxic, sud-oest d'Amèrica del Nord (Texas). Caducifoli
- Quercus graciliformis - Extrem sud-oest d'Amèrica del Nord. Perennifoli
- Quercus georgiana - sud-est d'Amèrica del Nord. Caducifoli
- Quercus hirtifolia - Mèxic. Caducifoli
- Quercus hintoniorum - Mèxic. Caducifoli
- Quercus humboldtii - nord d'Amèrica del Sud. Perennifoli
- Quercus hypoleucoides - sud-oest d'Amèrica del Nord. Perennifoli
- Quercus hypoxantha - Mèxic. Caducifoli
- Quercus ilicifolia - est d'Amèrica del Nord. Caducifoli
- Quercus iltisii - sud de Mèxic. Caducifoli
- Quercus imbricaria - est d'Amèrica del Nord. Caducifoli
- Quercus incana - sud-oest d'Amèrica del Nord. Caducifoli
- Quercus inopina - sud-est d'Amèrica del Nord. Perennifoli
- Quercus kelloggii - oest d'Amèrica del Nord. Caducifoli
- Quercus laevis - sud-est d'Amèrica del Nord. Caducifoli
- Quercus laurifolia - sud-est d'Amèrica del Nord. Perennifoli
- Quercus laurina - Mèxic. Caducifoli
- Quercus marilandica - est d'Amèrica del Nord. Caducifoli
- Quercus myrtifolia - sud-est d'Amèrica del Nord. Caducifoli
- Quercus nigra - est d'Amèrica del Nord. Perennifoli
- Quercus palustris - est d'Amèrica del Nord. Caducifoli
- Quercus parvula - Califòrnia. Caducifoli
- Quercus phellos - est d'Amèrica del Nord. Caducifoli
- Quercus polymorpha - Mèxic. Perennifoli
- Quercus pumila - sud-est d'Amèrica del Nord. Caducifoli
- Quercus rysophylla - Mèxic. Perennifoli
- Quercus rubra - est d'Amèrica del Nord. Caducifoli
- Quercus salicifolia - Mèxic. Caducifoli
- Quercus sapotifolia - Amèrica central. Perennifoli
- Quercus shumardii - sud-est d'Amèrica del Nord. Caducifoli
- Quercus tardifolia - extrem sud de Texas. Caducifoli
- Quercus texana - sud central Amèrica del Nord. Caducifoli
- Quercus velutina - est d'Amèrica del Nord. Caducifoli
- Quercus wislizeni - sud-oest d'Amèrica del Nord. Perennifoli.

## Aprofitament
Els usos pràctics i tradicionals de les alzines, roures, alzines sureres i altres són molts i molt importants. Una classificació possible es basa en els diversos camps d’aplicació i es presenta a continuació.

### Fustes
Les fustes de quercus són de densitat i resistència relativament altes. També la seva durada i resistència als factors externs són elevades.

#### Construcció en general
Bigues i altres elements estructurals aprofitant fusta d’alzina o roure estan documentades des de fa segles. L'estructura de les cobertes de moltes catedrals està feta de fusta d’alzina.

#### Construcció naval
En la construcció tradicional de vaixells de fusta moltes peces es feien de fusta d’alzina o roure: carena (quilla), roda, quadernes. Però també politges, ceps d’àncora i altres peces especialitzades.

#### Ferrocarrils
Les travesses de les vies eren tradicionalment de fusta. En molts casos de roure.

### Alimentació
Les glans d'alzines i roures s'han destinat des de l'antiguitat a alimentar ramats de porcs, ovelles i cabres. A Espanya la devesa es manté a Extremadura i Andalusia. Les glans de la carrasca són més dolces que les d'alzina, i es poden consumir crues o torrades
Segons Estrabó, els habitants d'Hispània feien una mena de pa de glans.
| « | Els muntanyencs, durant dos terços de l'any, s'alimenten de glans d'alzina deixant-les assecar, triturant-les i fabricant amb elles un pa que es conserva un temps. | » |

Els nadius americans consumien glans diverses preparades amb tècniques diferents.

### Tinta
Les tintes medievals eren de dues menes: les basades en el negre de fum i les preparades a partir de gales de roure i ferro.
Una de les receptes més antigues figura en el Llibre de la contemplació de Ramon Llull.

### Adobat de pells
La principal aplicació dels tanins és en l'adobat de pells, en aquest cas només s'empren els de determinades espècies vegetals com l'alzina, pi o el castanyer. També es fa servir com a mordent (fixador) en els tèxtils i en medicina per a tractar les cremades.

### Tintat de teixits
La Caparreta de l'alzina (Kermes vermilio) és un fitoparàsit xuclador fix que suposa una plaga pels arbres del gènere Quercus, fonamentalment alzines (Quercus ilex). Fou emprada antigament per a tintar de vermell.

### Carbó vegetal i llenya
La producció de carbó de llenya en llocs on hi ha una abundància de fusta es remunta a l'antiguitat. Comença generalment amb apilar peces de fusta formant una estructura cònica. Es deixen les obertures a la part inferior per admetre l'aire, amb un eix central que serveix de xemeneia. Tota la pila està coberta amb branques, herba o argila humitejada. El foc és iniciat a la part inferior de la canaleta i es va estenent gradualment cap a fora i cap amunt. L'èxit de l'operació depèn del ritme de combustió. En condicions mitjanes, la fusta produeix un 60% de carbó en volum, o un 25% en pes; Els mètodes de producció a petita escala solen produir només el 50% en volum, mentre que els mètodes a gran escala van permetre uns rendiments més elevats d'uns 90% al segle xvii. El funcionament era tan delicat que es deixava generalment als carboners (cremadors de carbó professionals).
El carboneig era una tasca desenvolupada entre els mesos de novembre i març. La manca de carbó mineral als Països Catalans va obligar a una explotació més intensiva del carbó vegetal. Les fustes de faig, roure i, sobretot, d'alzina, eren les més utilitzades per fer-ne carbó. Es tallaven els arbres i de la llenya resultant se'n feien piles, que s'encenien i s'iniciava el procés de la cuita. Un cop apagada la pila, s'arrencava el carbó, s'omplien les sàrries i es pesaven. Els carboners s'estaven al mateix bosc mentre durava l'època de carboneig i s'allotjaven en les barraques construïdes per ells mateixos

Fonamentals durant segles, la fusta i el carbó d’alzina encara es comercialitzen i tenen una certa importància en la cuina casolana i professional de moltes contrades pels seus mèrits gastronòmics.